# Mario Duplančić
Mario Duplančić bio je hrvatski nogometaš. 
Igrao je u RNK Split tijekom 1950-ih i početkom 1960-ih godina. U dvije prvoligaške Splitove sezone (1957./58. i 1960./61.) odigrao je 47 utakmica i postigao 6 golova.
Za Hajduk je odigrao 8 utakmica od čega 3 prvenstvene i 5 prijateljskih. Prvi službeni nastup imao je 8. ožujka 1953. protiv beogradskog BSK-a u Splitu.
Statistika u Hajduku
| Natjecanje        | Nastupi | Zgoditci |
| ----------------- | ------- | -------- |
| Prvenstvo         | 3       | 0        |
| Kup               | 0       | 0        |
| Superkup          | 0       | 0        |
| Međunarodne       | 0       | 0        |
| Splitski podsavez | 0       | 0        |
| Ukupno            | 3       | 0        |
| Prijateljske      | 5       | 0        |
| Sveukupno         | 8       | 0        |

## Privatni život
Oženio je sestru Hajdukovog nogometaša Miroslava Ferića, Jolandu.